# UEFA Champions League slutspil 2012-13
Slutspillet i UEFA Champions League 2012-13 startede den 12. februar 2013 og sluttede den 25. maj 2013 med finalen på Wembley Stadium i London, England.
Tiderne der er angivet frem til den 30. marts 2013 er CET (UTC+01:00), derefter (kvartfinalerne og derefter) er tiderne angivet i sommertid.

## Runder og lodtrækningsdatoer
Alle lodtrækninger finder sted i UEFA's hovedkvarter i Nyon i Schweiz.
| Runde              | Lodtrækningsdato         | Første runde                            | Anden runde                             |
| ------------------ | ------------------------ | --------------------------------------- | --------------------------------------- |
| Ottendedelsfinaler | 20. december 2012, 11:30 | 12.–13. & 19.–20. februar 2013          | 5.–6. & 12.–13. marts 2013              |
| Kvartfinaler       | 15. marts 2013, 12:00    | 2.–3. april 2013                        | 9.–10. april 2013                       |
| Semifinaler        | 12. april 2013, TBC      | 23.–24. april 2013                      | 30. april – 1. maj 2013                 |
| Finale             | 12. april 2013, TBC      | 25. maj 2013 på Wembley Stadium, London | 25. maj 2013 på Wembley Stadium, London |

## Format
Slutspillet involvere de seksten hold der blev enten nummer et eller to i deres respektive grupper i gruppespillet.
Hver runde i slutspillet, udover finalen, bliver spillet over to kampe, hvor hvert hold har en kamp på hjemmebane. Holdet med den højeste samlede score efter de to kampe går videre til næste runde. Hvis det skulle ske, at de står uafgjort efter to kampe, bruges reglen om udebanemål - altså det hold der scorede flest mål på udenbane, går videre. Hvis også dette er uafgjort, vil der blive spillet 30 minutters ekstra spilletid, opdelt i to halvlege af 15 minutter. Reglen om udebanemål bruges igen efter forlænget spillet tid, altså hvis der scores mål i den forlængede spilletid, men stillingen stadig er uafgjort. Hvis der ikke scores mål i den forlængede spilletid, bliver det afgjort i en straffesparkskonkurrence. I finalen bliver der blot spillet én enkelt kamp. Hvis den ender uafgjort, går den i forlænget spilletid og herefter i straffesparkskonkurrence.
I lodtrækningen til ottendedelsfinalerne er de otte gruppevindere seedet, og de otte der blev nummer to, er ikke-seedet. Et seedet hold bliver trukket mod et useedet hold, hvor det seedet hold er værter for returkampen. Hold fra samme gruppe eller samme association kan ikke blive trukket mod hinanden. I lodtrækning fra kvartfinalerne er der ingen seedning, og hold fra samme gruppe eller association kan blive trukket mod hinanden.

## Kvalificerede hold
| Nøgle til farver                                 |
| ------------------------------------------------ |
| Seedet i lodtrækningen til ottendedelsfinalerne  |
| Useedet i lodtrækningen til ottendedelsfinalerne |

| Gruppe | Vinder              | Nummer to        |
| ------ | ------------------- | ---------------- |
| A      | Paris Saint-Germain | Porto            |
| B      | Schalke 04          | Arsenal          |
| C      | Málaga              | Milan            |
| D      | Borussia Dortmund   | Real Madrid      |
| E      | Juventus            | Shakhtar Donetsk |
| F      | Bayern München      | Valencia         |
| G      | Barcelona           | Celtic           |
| H      | Manchester United   | Galatasaray      |

## Overblik
|  | Ottendedelsfinaler  | Ottendedelsfinaler | Ottendedelsfinaler | Ottendedelsfinaler |   |                     | Kvartfinaler | Kvartfinaler | Kvartfinaler | Kvartfinaler |  |                   | Semifinaler | Semifinaler | Semifinaler | Semifinaler |                   |   | Finale | Finale |
|  |                     |                    |                    |                    |   |                     |              |              |              |              |  |                   |             |             |             |             |                   |   |        |        |
|  | Porto               | 1                  | 0                  | 1                  |   |                     |              |              |              |              |  |                   |             |             |             |             |                   |   |        |        |
|  | Málaga              | 0                  | 2                  | 2                  |   |                     |              |              |              |              |  |                   |             |             |             |             |                   |   |        |        |
|  | Málaga              | 0                  | 2                  | 2                  |   | Málaga              | 0            | 2            | 2            |              |  |                   |             |             |             |             |                   |   |        |        |
|  |                     |                    |                    |                    |   | Málaga              | 0            | 2            | 2            |              |  |                   |             |             |             |             |                   |   |        |        |
|  |                     | Borussia Dortmund  | 0                  | 3                  | 3 |                     |              |              |              |              |  |                   |             |             |             |             |                   |   |        |        |
|  | Shakhtar Donetsk    | Borussia Dortmund  | 0                  | 3                  | 3 | 2                   | 0            | 2            |              |              |  |                   |             |             |             |             |                   |   |        |        |
|  | Shakhtar Donetsk    |                    |                    |                    |   | 2                   | 0            | 2            |              |              |  |                   |             |             |             |             |                   |   |        |        |
|  | Borussia Dortmund   | 2                  | 3                  | 5                  |   |                     |              |              |              |              |  |                   |             |             |             |             |                   |   |        |        |
|  | Borussia Dortmund   | 2                  | 3                  | 5                  |   |                     |              |              |              |              |  | Borussia Dortmund | 4           | 0           | 4           |             |                   |   |        |        |
|  |                     |                    |                    |                    |   |                     |              |              |              |              |  | Borussia Dortmund | 4           | 0           | 4           |             |                   |   |        |        |
|  |                     | Real Madrid        | 1                  | 2                  | 3 |                     |              |              |              |              |  |                   |             |             |             |             |                   |   |        |        |
|  | Real Madrid         | Real Madrid        | 1                  | 2                  | 3 | 1                   | 2            | 3            |              |              |  |                   |             |             |             |             |                   |   |        |        |
|  | Real Madrid         |                    |                    |                    |   | 1                   | 2            | 3            |              |              |  |                   |             |             |             |             |                   |   |        |        |
|  | Manchester United   | 1                  | 1                  | 2                  |   |                     |              |              |              |              |  |                   |             |             |             |             |                   |   |        |        |
|  | Manchester United   | 1                  | 1                  | 2                  |   | Real Madrid         | 3            | 2            | 5            |              |  |                   |             |             |             |             |                   |   |        |        |
|  |                     |                    |                    |                    |   | Real Madrid         | 3            | 2            | 5            |              |  |                   |             |             |             |             |                   |   |        |        |
|  |                     | Galatasaray        | 0                  | 3                  | 3 |                     |              |              |              |              |  |                   |             |             |             |             |                   |   |        |        |
|  | Galatasaray         | Galatasaray        | 0                  | 3                  | 3 | 1                   | 3            | 4            |              |              |  |                   |             |             |             |             |                   |   |        |        |
|  | Galatasaray         |                    |                    |                    |   | 1                   | 3            | 4            |              |              |  |                   |             |             |             |             |                   |   |        |        |
|  | Schalke 04          | 1                  | 2                  | 3                  |   |                     |              |              |              |              |  |                   |             |             |             |             |                   |   |        |        |
|  | Schalke 04          | 1                  | 2                  | 3                  |   |                     |              |              |              |              |  |                   |             |             |             |             | Borussia Dortmund | 1 |        |        |
|  |                     |                    |                    |                    |   |                     |              |              |              |              |  |                   |             |             |             |             |                   | 1 |        |        |
|  |                     | Bayern München     | 2                  |                    |   |                     |              |              |              |              |  |                   |             |             |             |             |                   |   |        |        |
|  | Arsenal             | Bayern München     | 2                  | 1                  | 2 | 3                   |              |              |              |              |  |                   |             |             |             |             |                   |   |        |        |
|  | Arsenal             |                    |                    | 1                  | 2 | 3                   |              |              |              |              |  |                   |             |             |             |             |                   |   |        |        |
|  | Bayern München (u)  | 3                  | 0                  | 3                  |   |                     |              |              |              |              |  |                   |             |             |             |             |                   |   |        |        |
|  | Bayern München (u)  | 3                  | 0                  | 3                  |   | Bayern München      | 2            | 2            | 4            |              |  |                   |             |             |             |             |                   |   |        |        |
|  |                     |                    |                    |                    |   | Bayern München      | 2            | 2            | 4            |              |  |                   |             |             |             |             |                   |   |        |        |
|  |                     | Juventus           | 0                  | 0                  | 0 |                     |              |              |              |              |  |                   |             |             |             |             |                   |   |        |        |
|  | Celtic              | Juventus           | 0                  | 0                  | 0 | 0                   | 0            | 0            |              |              |  |                   |             |             |             |             |                   |   |        |        |
|  | Celtic              |                    |                    |                    |   | 0                   | 0            | 0            |              |              |  |                   |             |             |             |             |                   |   |        |        |
|  | Juventus            | 3                  | 2                  | 5                  |   |                     |              |              |              |              |  |                   |             |             |             |             |                   |   |        |        |
|  | Juventus            | 3                  | 2                  | 5                  |   |                     |              |              |              |              |  | Bayern München    | 4           | 3           | 7           |             |                   |   |        |        |
|  |                     |                    |                    |                    |   |                     |              |              |              |              |  | Bayern München    | 4           | 3           | 7           |             |                   |   |        |        |
|  |                     | Barcelona          | 0                  | 0                  | 0 |                     |              |              |              |              |  |                   |             |             |             |             |                   |   |        |        |
|  | Valencia            | Barcelona          | 0                  | 0                  | 0 | 1                   | 1            | 2            |              |              |  |                   |             |             |             |             |                   |   |        |        |
|  | Valencia            |                    |                    |                    |   | 1                   | 1            | 2            |              |              |  |                   |             |             |             |             |                   |   |        |        |
|  | Paris Saint-Germain | 2                  | 1                  | 3                  |   |                     |              |              |              |              |  |                   |             |             |             |             |                   |   |        |        |
|  | Paris Saint-Germain | 2                  | 1                  | 3                  |   | Paris Saint-Germain | 2            | 1            | 3            |              |  |                   |             |             |             |             |                   |   |        |        |
|  |                     |                    |                    |                    |   | Paris Saint-Germain | 2            | 1            | 3            |              |  |                   |             |             |             |             |                   |   |        |        |
|  |                     | Barcelona (a)      | 2                  | 1                  | 3 |                     |              |              |              |              |  |                   |             |             |             |             |                   |   |        |        |
|  | Milan               | Barcelona (a)      | 2                  | 1                  | 3 | 2                   | 0            | 2            |              |              |  |                   |             |             |             |             |                   |   |        |        |
|  | Milan               |                    |                    |                    |   | 2                   | 0            | 2            |              |              |  |                   |             |             |             |             |                   |   |        |        |
|  | Barcelona           | 0                  | 4                  | 4                  |   |                     |              |              |              |              |  |                   |             |             |             |             |                   |   |        |        |

## Ottendedelsfinalerne
Lodtrækningen til ottendedelsfinalerne fandt sted den 20. december 2012. Den første kamp blev spillet den 12., 13., 19. og 20. februar, og returkampen blev spillet den 5., 6., 12. og 13. marts 2013.
| Hold 1           | Samlet  | Hold 2              | 1. kamp | 2. kamp |
| ---------------- | ------- | ------------------- | ------- | ------- |
| Galatasaray      | 4–3     | Schalke 04          | 1–1     | 3–2     |
| Celtic           | 0–5     | Juventus            | 0–3     | 0–2     |
| Arsenal          | 3–3 (u) | Bayern München      | 1–3     | 2–0     |
| Shakhtar Donetsk | 2–5     | Borussia Dortmund   | 2–2     | 0–3     |
| Milan            | 2–4     | Barcelona           | 2–0     | 0–4     |
| Real Madrid      | 3–2     | Manchester United   | 1–1     | 2–1     |
| Valencia         | 2–3     | Paris Saint-Germain | 1–2     | 1–1     |
| Porto            | 1–2     | Málaga              | 1–0     | 0–2     |

### Første kamp
| 12. februar 2013 20:45 |

| Celtic | 0–3     | Juventus                                 |
| ------ | ------- | ---------------------------------------- |
|        | rapport | Matri 3' · Marchisio 77' · Vučinić 83' · |

| Celtic Park, Glasgow Tilskuere: 57.917 Dommer: Alberto Undiano Mallenco (Spanien) |

| 12. februar 2013 20:45 |

| Valencia | 1–2     | Paris Saint-Germain         |
| -------- | ------- | --------------------------- |
| Rami 90' | rapport | Lavezzi 10' · Pastore 43' · |

| Mestalla, Valencia Tilskuere: 36.000 Dommer: Paolo Tagliavento (Italien) |

| 13. februar 2013 20:45 |

| Shakhtar Donetsk             | 2–2     | Borussia Dortmund               |
| ---------------------------- | ------- | ------------------------------- |
| Srna 31' · Douglas Costa 68' | rapport | Lewandowski 41' · Hummels 87' · |

| Donbass Arena, Donetsk Tilskuere: 49.050 Dommer: Howard Webb (England) |

 Et minuts stilhed blev holdt før kampen, for at mindes ofrene fra South Airlines Flight 8971-ulykken, der havde haft mange fodboldfans med, der skulle se kampen.
| 13. februar 2013 20:45 |

| Real Madrid | 1–1     | Manchester United |
| ----------- | ------- | ----------------- |
| Ronaldo 30' | rapport | Welbeck 20' ·     |

| Santiago Bernabéu, Madrid Tilskuere: 79.429 Dommer: Felix Brych (Tyskland) |

| 19. februar 2013 20:45 |

| Porto        | 1–0     | Málaga |
| ------------ | ------- | ------ |
| Moutinho 56' | rapport |        |

| Estádio do Dragão, Porto Tilskuere: 42.209 Dommer: Mark Clattenburg (England) |

| 19. februar 2013 20:45 |

| Arsenal      | 1–3     | Bayern München                          |
| ------------ | ------- | --------------------------------------- |
| Podolski 55' | rapport | Kroos 7' · Müller 21' · Mandžukić 77' · |

| Emirates stadion, London Tilskuere: 59.974 Dommer: Svein Oddvar Moen (Norge) |

| 20. februar 2013 20:45 |

| Galatasaray   | 1–1     | Schalke 04  |
| ------------- | ------- | ----------- |
| B. Yılmaz 12' | rapport | Jones 45' · |

| Türk Telekom Arena, Istanbul Tilskuere: 50.734 Dommer: William Collum (Skotland) |

| 20. februar 2013 20:45 |

| Milan                     | 2–0     | Barcelona |
| ------------------------- | ------- | --------- |
| Boateng 57' · Muntari 81' | rapport |           |

| San Siro, Milano Tilskuere: 79.532 Dommer: Craig Thomson (Skotland) |

### Returkamp
| 5. marts 2013 20:45 |

| Manchester United | 1–2     | Real Madrid                |
| ----------------- | ------- | -------------------------- |
| Ramos 48' (sm.)   | Rapport | Modrić 66' · Ronaldo 69' · |

| Old Trafford, Manchester Tilskuere: 74.959 Dommer: Cüneyt Çakır (Tyrkiet) |

Real Madrid vandt 3–2 samlet.
| 5. marts 2013 20:45 |

| Borussia Dortmund                            | 3–0     | Shakhtar Donetsk |
| -------------------------------------------- | ------- | ---------------- |
| Santana 31' · Götze 37' · Błaszczykowski 59' | Rapport |                  |

| Signal Iduna Park, Dortmund Tilskuere: 65.413 Dommer: Damir Skomina (Slovenien) |

Borussia Dortmund vandt 5–2 samlet.
| 6. marts 2013 20:45 |

| Paris Saint-Germain | 1–1     | Valencia    |
| ------------------- | ------- | ----------- |
| Lavezzi 66'         | Rapport | Jonas 55' · |

| Parc des Princes, Paris Tilskuere: 44.867 Dommer: Milorad Mažić (Serbia) |

Paris Saint-Germain vandt 3–2 samlet.
| 6. marts 2013 20:45 |

| Juventus                     | 2–0     | Celtic |
| ---------------------------- | ------- | ------ |
| Matri 24' · Quagliarella 65' | Rapport |        |

| Juventus Stadion, Turin Tilskuere: 39.011 Dommer: Fırat Aydınus (Tyrkiet) |

Juventus vandt 5–0 samlet.
| 12. marts 2013 20:45 |

| Schalke 04                  | 2–3     | Galatasaray S.K.                             |
| --------------------------- | ------- | -------------------------------------------- |
| Neustädter 17' · Bastos 63' | Rapport | Altıntop 37' · B. Yılmaz 42' · Bulut 90+5' · |

| Veltins-Arena, Gelsenkirchen Tilskuere: 54.142 Dommer: Jonas Eriksson (Sverige) |

Galatasaray vandt 4–3 samlet.
| 12. marts 2013 20:45 |

| Barcelona                              | 4–0     | Milan |
| -------------------------------------- | ------- | ----- |
| Messi 5', 40' · Villa 55' · Alba 90+2' | Rapport |       |

| Camp Nou, Barcelona Tilskuere: 94.944 Dommer: Viktor Kassai (Ungarn) |

Barcelona vandt 4–2 samlet.
| 13. marts 2013 20:45 |

| Málaga                    | 2–0     | Porto |
| ------------------------- | ------- | ----- |
| Isco 43' · Santa Cruz 77' | Rapport |       |

| La Rosaleda, Málaga Tilskuere: 27.451 Dommer: Nicola Rizzoli (Italien) |

Malaga vandt 2–1 samlet.
| 13. marts 2013 20:45 |

| Bayern München | 0–2     | Arsenal                     |
| -------------- | ------- | --------------------------- |
|                | Rapport | Giroud 3' · Koscielny 86' · |

| Allianz Arena, München Tilskuere: 68.000 Dommer: Pavel Královec (Tjekkiet) |

3–3 samlet. Bayern München vandt på reglen om udebanemål.

## Kvartfinaler
De første kampe blev spillet 2. og 3. april, mens returkampene blev spillet 9. og 10. april 2013.
| Hold 1              | Samlet  | Hold 2            | 1. kamp | 2. kamp |
| ------------------- | ------- | ----------------- | ------- | ------- |
| Málaga              | 2–3     | Borussia Dortmund | 0–0     | 2–3     |
| Real Madrid         | 5–3     | Galatasaray S.K.  | 3–0     | 2–3     |
| Paris Saint-Germain | 3–3 (u) | Barcelona         | 2–2     | 1–1     |
| Bayern München      | 4–0     | Juventus          | 2–0     | 2–0     |

### Første kamp
| 2. april 2013 20:45 |

| Paris Saint-Germain             | 2–2     | Barcelona                     |
| ------------------------------- | ------- | ----------------------------- |
| Ibrahimović 79' · Matuidi 90+4' | Rapport | Messi 38' · Xavi 89' (str.) · |

| Parc des Princes, Paris Tilskuere: 45.336 Dommer: Wolfgang Stark (Tyskland) |

| 2. april 2013 20:45 |

| Bayern München        | 2–0     | Juventus |
| --------------------- | ------- | -------- |
| Alaba 1' · Müller 63' | Rapport |          |

| Allianz Arena, München Tilskuere: 68.000 Dommer: Mark Clattenburg (England) |

| 3. april 2013 20:45 |

| Málaga | 0–0     | Borussia Dortmund |
| ------ | ------- | ----------------- |
|        | Rapport |                   |

| La Rosaleda, Málaga Tilskuere: 28.548 Dommer: Jonas Eriksson (Sverige) |

| 3. april 2013 20:45 |

| Real Madrid                            | 3–0     | Galatasaray S.K. |
| -------------------------------------- | ------- | ---------------- |
| Ronaldo 9' · Benzema 29' · Higuaín 73' | Rapport |                  |

| Santiago Bernabéu, Madrid Tilskuere: 76.462 Dommer: Svein Oddvar Moen (Norge) |

### Returkamp
| 9. april 2013 20:45 |

| Borussia Dortmund                            | 3–2     | Málaga                     |
| -------------------------------------------- | ------- | -------------------------- |
| Lewandowski 40' · Reus 90+1' · Santana 90+3' | Rapport | Joaquín 25' · Eliseu 82' · |

| Signal Iduna Park, Dortmund Tilskuere: 65.829 Dommer: Craig Thomson (Skotland) |

Borussia Dortmund vandt 3–2 samlet.
| 9. april 2013 20:45 |

| Galatasaray S.K.                      | 3–2     | Real Madrid         |
| ------------------------------------- | ------- | ------------------- |
| Eboué 57' · Sneijder 70' · Drogba 72' | Rapport | Ronaldo 7', 90+2' · |

| Türk Telekom Arena, Istanbul Tilskuere: 49.975 Dommer: Stéphane Lannoy (Frankrig) |

Real Madrid vandt 5–3 samlet.
| 10. april 2013 20:45 |

| Barcelona | 1–1     | Paris Saint-Germain |
| --------- | ------- | ------------------- |
| Pedro 71' | Rapport | Pastore 50' ·       |

| Camp Nou, Barcelona Tilskuere: 96.022 Dommer: Björn Kuipers (Holland) |

3–3 samlet. Barcelona vandt på reglen om udebanemål.
| 10. april 2013 20:45 |

| Juventus | 0–2     | Bayern München                  |
| -------- | ------- | ------------------------------- |
|          | Rapport | Mandžukić 64' · Pizarro 90+1' · |

| Juventus Stadion, Turin Tilskuere: 40.823 Dommer: Carlos Velasco Carballo (Spanien) |

Bayern München vandt 4–0 samlet.

## Semifinaler
De første kampe blev spiller 23. og 24. april, mens returkampene blev spillet 30. april og 1. maj 2013.
| Hold 1            | Samlet | Hold 2      | 1. kamp | 2. kamp |
| ----------------- | ------ | ----------- | ------- | ------- |
| Bayern München    | 7–0    | Barcelona   | 4–0     | 3–0     |
| Borussia Dortmund | 4–3    | Real Madrid | 4–1     | 0–2     |

### Første kamp
| 23. april 2013 20:45 |

| Bayern München                           | 4–0     | Barcelona |
| ---------------------------------------- | ------- | --------- |
| Müller 25', 82' · Gómez 49' · Robben 73' | Rapport |           |

| Allianz Arena, München Tilskuere: 68.000 Dommer: Viktor Kassai (Ungarn) |

| 24. april 2013 20:45 |

| Borussia Dortmund                    | 4–1     | Real Madrid   |
| ------------------------------------ | ------- | ------------- |
| Lewandowski 8', 50', 55', 66' (str.) | Rapport | Ronaldo 43' · |

| Signal Iduna Park, Dortmund Tilskuere: 65.829 Dommer: Björn Kuipers (Holland) |

### Returkamp
| 30. april 2013 20:45 |

| Real Madrid             | 2–0     | Borussia Dortmund |
| ----------------------- | ------- | ----------------- |
| Benzema 83' · Ramos 88' | Rapport |                   |

| Santiago Bernabéu, Madrid Tilskuere: 69.429 Dommer: Howard Webb (England) |

Borussia Dortmund vandt 4–3 samlet.
| 1. maj 2013 20:45 |

| Barcelona | 0–3     | Bayern München                              |
| --------- | ------- | ------------------------------------------- |
|           | Rapport | Robben 49' · Piqué 72' (sm.) · Müller 76' · |

| Camp Nou, Barcelona Tilskuere: 95.877 Dommer: Damir Skomina (Slovenien) |

Bayern München vandt 7–0 samlet.

## Finale
Finalen blev spillet den 25. maj 2013 på Wembley Stadion i London, England.
| 25. maj 2013 20:45 |

| Borussia Dortmund   | 1–2     | Bayern München               |
| ------------------- | ------- | ---------------------------- |
| Gündoğan 68' (str.) | Rapport | Mandžukić 60' · Robben 89' · |

| Wembley Stadion, London Tilskuere: 86.298 Dommer: Nicola Rizzoli (Italien) |